# 天輝トニカ
天輝 トニカ（あまき とにか、9月19日 - ）は、元宝塚歌劇団・宙組の男役。
大阪府大阪市、大阪帝塚山学院高校出身。公称身長168cm。愛称はトニちゃん。
妹は、元月組男役の煌海ルイセ（94期生）と元花組娘役の美蘭レンナ（95期生）。

## 略歴
- 2004年、宝塚音楽学校入学。
- 2006年、第92期生として宝塚歌劇団入団。入団時の成績は48人中10番[1]。
  - 同期生には、蘭乃はな（元花組トップ娘役）、真風涼帆、天咲千華、月野姫花、すみれ乃麗など。
- 宙組『NEVER SAY GOODBYE』で初舞台。その後宙組に配属。
- 2008年、TAKARAZUKA SKY STAGEの第7期スカイ・フェアリーズを1年間務める。
- 2011年、『美しき生涯 －石田三成 永遠（とわ）の愛と義－』／『ルナロッサ －夜に惑う旅人－』の東京公演千秋楽を最後に宝塚歌劇団を退団。

## 宝塚歌劇団時代の主な舞台出演
- 2007年3月、『ハロー!ダンシング』（バウワークショップ）
- 2007年4月、轟悠コンサート『LAVENDER MONOLOGUE』（バウ）
- 2007年6月、『バレンシアの熱い花』新人公演：ミゲル（本役：月映樹茉）／『宙　FANTASISTA』
- 2007年11月、『THE SECOND LIFE』（バウ）ロベルト
- 2008年2月、『黎明（れいめい）の風 －侍ジェントルマン　白洲次郎の挑戦－』新人公演：ラッセル少佐（本役：十輝いりす）／『Passion　愛の旅』
- 2008年11月、『Paradise Prince（パラダイス プリンス）』新人公演：マシュー（本役：美牧冴京）／『ダンシング・フォー・ユー』
- 2009年11月、『カサブランカ』宝石商、新人公演：ヘルム（本役：雅桜歌）
- 2010年5月、『TRAFALGAR －ネルソン、その愛と奇跡－』新人公演：ウィリアム・ヘンリー王子（本役：十輝いりす）／『ファンキー・サンシャイン』
- 2010年11月、『誰がために鐘は鳴る』新人公演：ルピーノ（本役：七海ひろき）
- 2011年3月、『記者と皇帝』（東京特別・バウ）ギル・ケラー
- 2011年5月、『美しき生涯 －石田三成 永遠（とわ）の愛と義－』／『ルナロッサ －夜に惑う旅人－』 ＊退団公演